# 노먼 베순

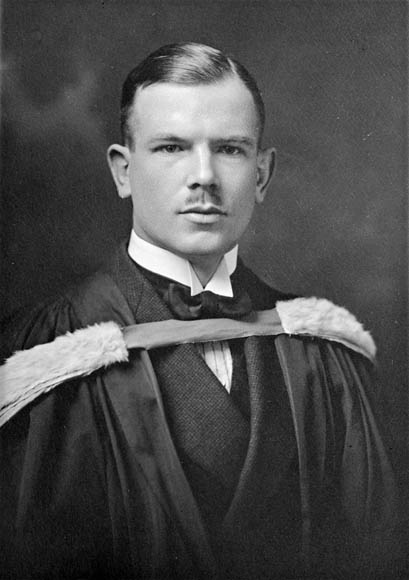
노먼 베쑨 (1922년)

헨리 노먼 베순(영어: Dr. Henry Norman Bethune, 중국어: 亨利·诺尔曼·白求恩, 1890년 3월 3일 ~ 1939년 11월 19일)은 캐나다 출신의 외과 의사이자 의료개혁가이다. 스페인 및 중국의 전장을 누비며 인도주의적인 의료활동을 펼쳤다. 지난날 한때 스위스 등지에서는 "캐나다의 슈바이처"라 지칭되기도 한 그의 중국식 이름은 "바이추언"(白求恩)(백구은, 흰 머리의 은혜로운 사람)이었으며, 중국에서는 그를 "바이추언 의사"(白求恩大夫)로 칭송하여 "중국 인민의 영원한 친구"로 기념한다.

## 어린 시절
노먼 베순은 1890년 캐나다 온타리오주 그레이븐허스트에서 장로교 목사의 아들로 태어났다. 아버지는 말콤 베순, 어머니는 엘리자베스 앤 굿윈이다. 할아버지의 이름도 노먼 베순인데 할아버지 또한 유명한 외과 의사로, 나중에 토론토 대학 의대로 흡수되는 어퍼 캐나다 의학 학교를 세운 인물이다.
어린 시절 베순의 이름은 헨리(Henry)였다. 헨리는 호기심 많고 모험심이 강한 아이였다. 헨리의 아버지는 부자들보다는 돈이 없는 사람들을 더 소중하게 여기고, 부자들보다는 가난하고, 돈이 없는 사람들에게만 설교를 하여 부자들에게 원한을 사, 여기저기 자주 이사를 했다. 1909년 그는 토론토 대학에 입학했고 가정형편이 넉넉치 않았기 때문에 아르바이트를 하여 학비를 벌어 공부했다. 제1차 세계 대전이 발발하고 1915년 캐나다가 참전을 선언한 바로 그날, 베순도 캐나다 육군에 입대하여 제1사단 야전병원에서 복무하였고 바로 프랑스의 전장으로 파병되었다. 그는 부상병 운반병으로 복무하다가 이프레스에서 독일군의 포탄에 부상당하고 영국군 병원에서 치료받고 부상병으로 본국 캐나다로 송환되었다.
캐나다로 돌아온 그는 다시 토론토 대학에 복학하였고 학업에 몰두하여 1916년 12월 의학박사 학위를 받았다. 학위를 취득한 후, 영국 해군에 입대하였고 함정 군의관으로, 나중에는 캐나다 비행단의 의무장교로 복무하였다. 전쟁이 끝나자 그는 런던의 병원에서 일했고 자유분방한 생활을 즐겼다.
1923년 가을 에딘버러 명문가의 딸인 프란시스 캠벨 패니를 만났고 사랑에 빠져 이듬해 런던에서 결혼했다. 두 사람은 미국과 캐나다를 전전하다가 미시간주 디트로이트에 정착했고 그곳에서 최초의 개인병원을 개업했다. 디트로이트에서 그는 뛰어난 수술실력으로 큰돈을 벌었고 그 돈을 가지고 가난한 환자들을 돌보는 데 썼다. 그는 열정적으로 가난한 환자들을 돌보았는데 그만 폐결핵에 걸리고 말았다. 당시 폐결핵 치료수준은 형편없었다. 베순도 그 자신이 의사이면서 그저 요양소에서 죽음을 기다리는 신세가 되었다. 우연히 요양소에서 새로 고안된 급진적인 폐결핵 치료법인 '기흉치료법'을 알게 되었고 그 치료법에 의한 시술을 요구하여 다시 건강이 회복되었다.

## 흉부외과의·의료개혁가로의 활동
건강을 회복한 후 그는 일반 외과 일을 그만두고 흉부외과, 특히 폐결핵에 집중하게 되었다. 뉴욕주의 레이 브룩의 결핵병원에서 2년동안 수술의로 있다가 몬트리올 맥길 대학교 의과대학 부속 왕립 빅토리아 병원으로 옮겨 이 대학병원의 교수가 되었다. 몬트리올에서 그는 수술용 도구를 개량하고 새로운 폐결핵 수술 치료법을 개발하는 일에 몰두 하였고 캐나다에서 가장 뛰어난 흉부외과 의사중의 한사람이 되었다. 그는 몬트리올의 성심병원 흉부외과 과장으로 자리를 옮기고 그 곳에서 폐결핵 치료에 몰두하던 중 그는 점차 가난이 바로 폐결핵의 가장 중요한 원인이라는 사실을 깨닫고 점차 사회적인 문제에 눈을 뜨게 되었다. 그는 사회주의적인 의료보건활동을 지지하였고 가난한 노동자와 빈곤층의 치료에 앞장섰다.
1935년 그는 처음으로 소비에트 사회주의 공화국 연방을 방문했는데 소련의 수준높은 의료보장에 감명을 받고 캐나다에 돌아와 비밀리에 공산당에 입당했다. 그는 캐나다 의료체계에 사회주의적인 요소를 도입하려는 운동에 앞장섰으며 특히 아동의 보건상태 개선활동 및 미술치료에 관심을 가지고 일했다. 당시 대공황의 여파로 거리에는 실업자들이 많았으며 극빈층이 늘어났는데 베순은 이 가난한 환자도 마다하지 않고 받았고 그로 인해 가난한 환자들의 영웅이 되었다.

## 스페인 내전

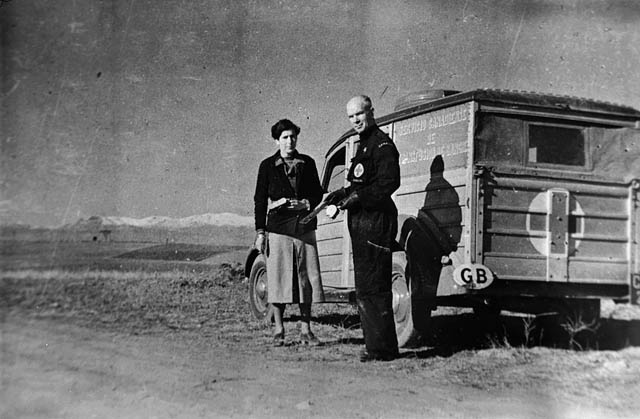
스페인 내전 당시 닥터 노먼 베순이 운영한 이동수혈부대 (1936년 경)

1936년 11월 3일 노먼 베순은 스페인 마드리드에 도착했다. 스페인 내전이 발발하자 전 세계에서 파시즘에 반대하는 인사들이 프랑코의 파시즘 정권에 대항하기 위해 스페인으로 몰려들었는데 베순도 그 대열에 합류하였던 것이다. 그는 공화군 제5연대의 의무대에서 복무했는데 이동야전병원을 개설하고 전장에서 부상병을 치료하였다. 특히 그는 전장에서 직접 수혈하는 방식을 개발하여 자동차에 이동수혈대를 장착하고 전장을 누비며 활약했다.
당시는 아직 수혈의 시술이 활성화되지 않았는데 베순의 이동수혈부대는 전쟁터에서 부상병의 사망률을 75%까지 낮추는 데 큰 공헌을 하였다. 1937년 6월 그는 스페인의 경험을 고국에 알리기 위해 몬트리올로 돌아왔고 이후 북미 여러 곳을 다니면서 스페인 내전에 대한 관심과 지원을 호소하는 연설을 하고 다녔다. 이때 그는 자신이 공산주의자라는 것을 떳떳이 밝혔다.

### 중국에서의 활동과 죽음

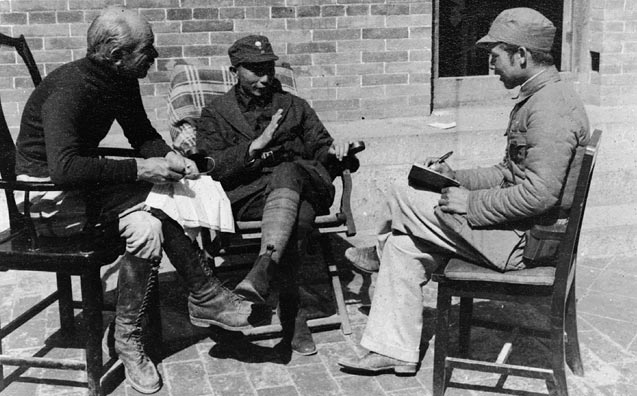
네룽전 장군과 대담하는 노먼 베순 (1938년)

1938년 1월 노먼 베순은 홍콩에 도착했다. 베순은 쑹칭링이 대표로 있는 중국원조협의회의 요청으로 일본과 전쟁을 벌이고 있는 중국을 지원하기 위해 중국행을 결심한 것이다. 그는 중국 공산당이 항일전의 근거지를 삼고 있는 옌안으로 들어가 중국의 공산주의 혁명가인 마오쩌둥을 만나 부상병 치료를 위한 지원을 약속받고 의무대를 꾸려 전선으로 들어갔다. 그가 들어간 곳은 일본군으로부터 완전히 고립되어 있던 진찰기 지구였다. 그 곳에서 그는 네룽전의 팔로군 부대에 배속되어 부상병 치료에 적극적으로 나섰다.
중국에서 부상병 치료중 수혈할 혈액이 모자라면 그는 'O형'인 자신의 혈액형은 아무에게나 수혈이 가능하다고 말하면서 자신의 피를 뽑았다. 그는 부상병 치료 뿐만 아니라 중국의 공중 보건과 의료시설 개선에도 힘썼고 자신의 의술을 많은 중국인에게 가르치고 베풀었다. 또한 그는 중국의 실상을 미국에 알리고 외국에 의약품등 원조를 요청했다. 그러나 장제스 정부는 공산당의 세력이 강해지는 것을 막기 위해 지원금과 의약품원조를 차단하고 공산군은 점점 의약품과 물자 부족에 시달리게 되었다.
1939년 가을 그는 수술중 실수로 손가락을 베었는데 그것이 화근이었다. 간단한 의약품(설파제)으로 치료할 수 있는 감염이었는데 그것이 패혈증으로 발전하였고, 결국 노먼 베순은 패혈증으로 1939년 11월 13일 49세를 일기로 죽음을 맞이했다.

## 기념

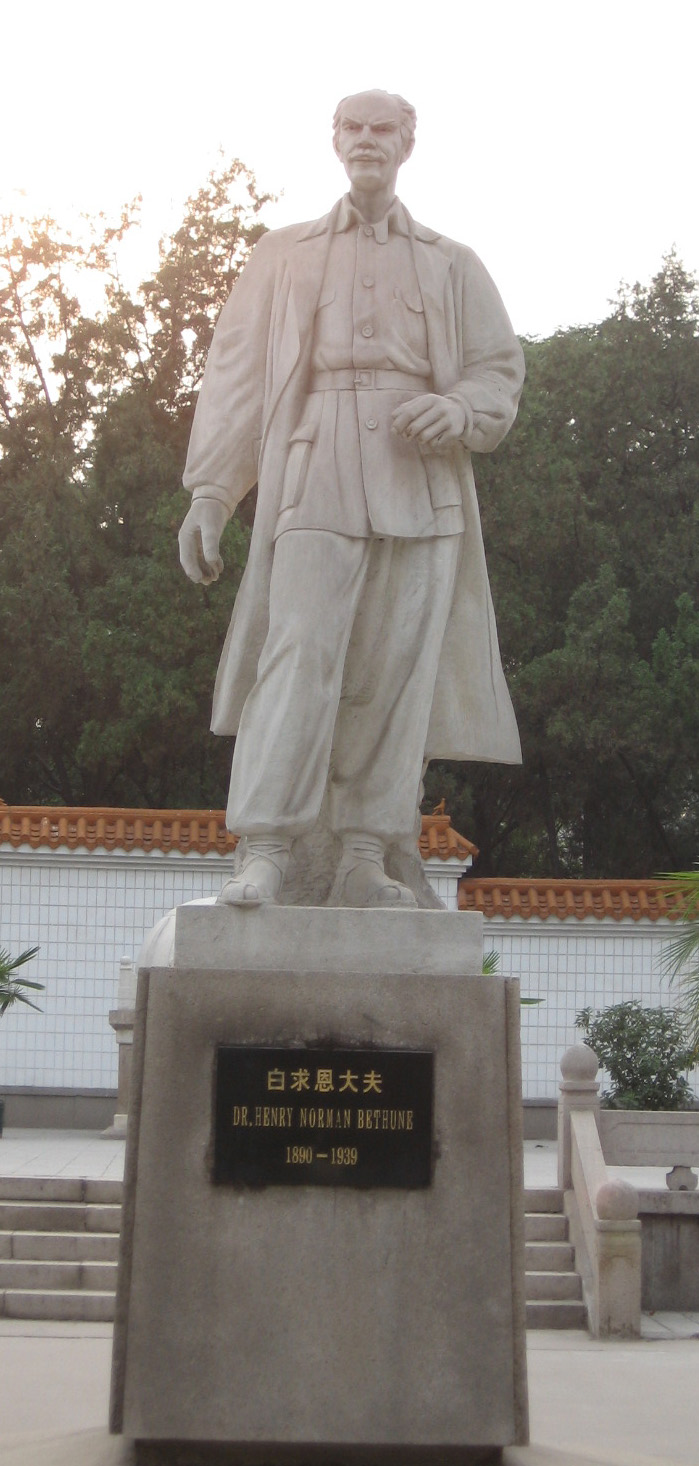
중국 허베이성에 세워진 베순의 기념상.

노먼 베순은 그의 생전 본국 캐나다에서보다 중국에서 더 유명하였다. 1939년 12월 그가 사망한 직후 마오쩌둥은 〈베순을 기념하며...(紀念白求恩)〉라는 에세이를 발표하여 그를 기렸고 그의 유해는 허베이성 스좌장 혁명열사능에 묻혔다. 지린성에는 그의 이름을 딴 의과대학이 세워졌고 스좌장에는 그의 이름을 딴 3개의 병원이 있다.
캐나다에서도 요크 대학에 그의 이름을 딴 의과대학이 있고 그레이븐허스트의 그의 생가는 캐나다 정부에서 매입하여 노먼 베순 기념관으로 사용하고 있다. 몬트리올에도 그의 동상이 세워졌다. 1990년 그의 탄생을 기념하여 중국과 캐나다에서 공동으로 그를 기념하는 같은 디자인의 우표를 발행하기도 하였다.

## 같이 보기
- 에드거 스노
- 크리스토퍼 플러머
- 욘 라베